# Surrounded Islands
Surrounded Islands (engl. Originaltitel, auf Deutsch etwa „umgebene Inseln“) war ein Kunstprojekt des Künstlerehepaars Christo und Jeanne-Claude, das 1983 in der Biscayne Bay im Bereich der Stadt Miami (Greater Miami), Florida, realisiert wurde. Es bestand aus rosafarbenem Polypropylengewebe, das elf künstlich aufgeschüttete Inseln der Biscayne Bay als große Flächen auf dem umgebenden Wasser umhüllte.

## Planung und Vorbereitung
Die Planungen für die Umsetzung des Projekt Surrounded Islands begannen im Jahr 1980. Bei den von Christo ausgewählten Inseln handelte es sich um elf künstlich aufgeschüttete Inseln der Biscayne Bay zwischen Miami, North Miami und Miami Beach, die vor allem als Müllabladeplätze genutzt wurden.
Christo und Jeanne-Claude bereiteten das Projekt in Form von Zeichnungen, Entwürfen und Fotografien vor und mussten für die Realisierung zahlreiche offizielle Genehmigungen einholen. Offiziell musste das Projekt genehmigt werden vom damaligen Gouverneur von Florida, Daniel Robert Graham, und dessen Kabinett sowie der Verwaltung vom Miami-Dade County, der Stadtverwaltungen von Miami und North Miami sowie der Ortsverwaltung von Miami Shores. Zusätzliche Genehmigungen wurden benötigt vom U.S. Department of Environmental Regulation und dem Dade County Department of Environmental Resources Management sowie der United States Army Corps of Engineers. Zur Vorbereitung des Kunstwerks stellte Christo etwa 400 Helfer ein, die die Inseln von etwa 40 Tonnen Müll befreiten. Zu seinem Team gehörten zudem Rechtsanwälte zur Klärung rechtlicher Fragen, ein Meerestechnologie-Ingenieur, ein Bauunternehmen und vier Bauingenieure sowie ein Meeresbiologe, ein Ornithologe und ein weiterer Zoologe mit einem Schwerpunkt auf die Biologie der Seekühe.
Die benötigten Stoffbahnen wurden vom November 1982 bis zum April 1983 in einer angemieteten Fabrik in Hialeah aus 79 Formteilen zusammengenäht, die jeweils den Konturen der Inseln angepasst waren. In die Nahten wurden streifenförmige Schwimmkörper eingenäht und die fertigen Teile wurden in einem Luftschiffhangar in Opa Locka zusammengelegt, damit sie später auf dem Wasser einfach wieder auseinandergefaltet werden konnten.

## Umsetzung
Die Umsetzung des Projekts erfolgte vom 4. bis 7. Mai 1983, wobei die Gewebebahnen von 120 Aufsehern in Motorbooten ausgebracht und die Auffaltung von diesen überwacht wurde. Die ausgewählten Inseln wurden mit einer Gesamtfläche von 60 Hektar eigens für die jeweiligen Inseln zugenähter Gewebebahnen eines Polypropylengewebes umgeben. Die Stoffbahnen ragten von jeder Insel jeweils etwa 60 Meter weit auf die Wasseroberfläche.
Das Kunstwerk bestand insgesamt 14 Tage und wurde danach wieder abgebaut. Neben privaten Bildern existieren vor allem die offiziellen Fotografien des Fotografen Wolfgang Volz sowie aufgearbeitete Zeichnungen und Skizzen von Christo und Jeanne-Claude.

## Rezeption und Interpretation
Surrounded Islands wurde als eines der spektakulärsten Projekte von Christo und Jeanne-Claude bewertet. Jacob Baal-Teshuva bezeichnete es als ein „gigantisches Projekt – der natürlichen Umgebung angepasst, eine symbiotische Verbindung von Kunst, Großstadt und Natur, ohne der Natur Schaden zuzufügen“ und als „Werk von großer Schönheit, Anmut und Poesie“.

## Belege
1. 1 2 3 4 5 6  
Jacob Baal-Teshuva: Christo & Jeanne Claude. Benedikt Taschen Verlag, Köln 1995; S. 56 ff. ISBN 3-8228-8795-1
2. ↑  
Surrounded Islands auf der Homepage von Christo und Jeanne-Claude